# Pseudobiceros bedfordi
Pseudobiceros bedfordi és una espècie de platihelmint policlàdide de la família dels pseudoceròtids.
Aquesta espècie té dos penis, que utilitza per a l'«esgrima de penis», un intent d'injectar esperma dins el seu oponent per tal de fertilitzar-lo, mentre procura evitar ser fertilitzat.

## Descripció
P. bedfordi és una planària policlàdide de gran envergadura, fa aproximadament entre 8 i 10 centímetres de longitud. Té un patró característic que consisteix en un fons entre marró i negre, amb múltiples línies roses transverses i bilaterals al voltant de milers de punt brillants i grocs que es troben molt junts.
Els marges del cos acostumen a ser ondulats. La part ventral de P. bedfordi és d'un color rosa pàl·lid. L'extrem frontal del cos té un parell de pseudotentacles erectes.